# Bolesław Kuryłowicz
Bolesław Kuryłowicz (ur. 29 kwietnia 1891 w Petersburgu, zm. 27 listopada 1967 w Warszawie) – inżynier chemik-rolnik, profesor Uniwersytetu Poznańskiego, działacz społeczno-polityczny.

## Życiorys

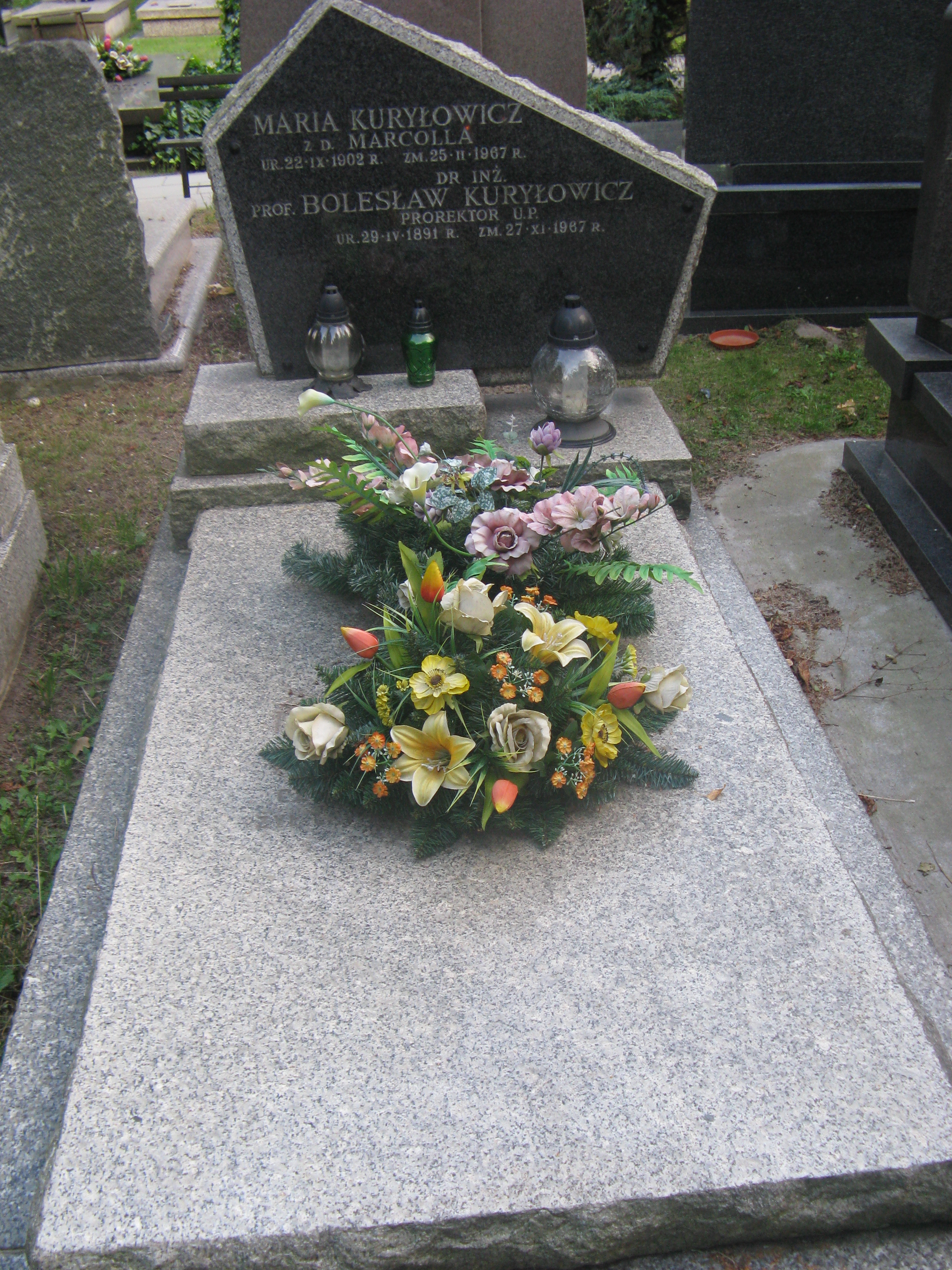
Grób Bolesława Kuryłowicza na cmentarzu Wojskowym na Powązkach

Urodził się w rodzinie Dawida, woźnego, i Eugrafii z Żernów. W rodzinnym mieście od 1902 do 1907 był uczniem gimnazjum realnego, w którym spotkał się z nielegalną działalnością polityczną. Od 1908 był członkiem Partii Socjalistów-Rewolucjonistów - członkiem szkolnej organizacji. Aresztowany został w czerwcu 1909 i w więzieniu przesiedział ponad rok. Na wyższych kursach agronomicznych od 1911 do 1914 studiował rolnictwo zajmując się równocześnie polityką, w ramach partii socjalrewolucyjnej. Powołano go do wojska w lipcu 1915, gdzie również zajmował się działalnością rewolucyjną. Członkiem Rosyjskiej Komunistycznej Partii Bolszewików został w 1919 i miał pracować w wydziale rolnym Rady Robotniczej Okręgu Leningradzkiego. W listopadzie 1920 ożenił się z Marią z d. Marcolla (1902–1967). Od 1920 do 1922 kierował w Jamburgu liceum rolniczym.
W Polsce znalazł się pod koniec 1922 i na Uniwersytecie Poznańskim został asystentem w Katedrze Gleboznawstwa Wydziału Rolnego. Doktorem nauk rolniczych został w 1926. Od 1928 do 1930 pracował w Warszawie jako kierownik naukowego Biura Rolnego Państwowego Przemysłu Nawozowego. Z Warszawy przyjechał do Poznania i aż do wybuchu II wojny światowej pracował na stanowisku kierownika Zakładu Chemii Rolnej w Państwowej Szkole Ogrodnictwa. Pełnił funkcję skarbnika w wielkopolskim oddziale Polskiego Zawodowego Związku Rolników i Leśników z Wyższym Wykształceniem. Prowadził wykłady na UP i na uniwersytecie w Wilnie.
W czasie okupacji niemieckiej przebywał w Warszawie, gdzie prowadził wykłady na Tajnym Uniwersytecie Ziem Zachodnich. Po aresztowaniu w maju 1944 więziono go przez kilka miesięcy na Pawiaku. Później przebywał w Częstochowie, gdzie zastało go wyzwolenie.
Na początku marca 1945 znalazł się w Poznaniu, gdzie został kierownikiem Wielkopolskiej Stacji Chemiczno-Rolniczej. Habilitował się w tym samym roku na podstawie pracy Fosfor w roślinach w zależności od zmian w uwilgotnieniu podłoża. Profesor nadzwyczajny w 1946 oraz kierownik Katedry i Zakładu Chemii Rolnej UP. Od 1948 do 1951 był prorektorem tejże uczelni. W 1946 został delegatem Ministerstwa Oświaty do spraw młodzieży szkół wyższych w Poznaniu.
Zasiadał w Prezydium Wojewódzkiego Komitetu PPS w Poznaniu (od połowy 1945 do zjednoczenia ruchu robotniczego). Członek Prezydium Wojewódzkiej Rady Narodowej od 1946 do 1949. Zastępcą członka KC PZPR został wybrany podczas Kongresu Zjednoczeniowego i pozostał nim do II Zjazdu Partii. Do maja 1952 był w Poznaniu w składzie Egzekutywy KW PZPR i z jej ramienia kierował działalnością Klubu Profesury Demokratycznej. W Szkole Głównej Gospodarstwa Wiejskiego w Warszawie w styczniu 1952 objął Katedrę Żywienia Roślin i Nawożenia. Dziekan Wydziału Rolniczego tej uczelni od 1954 do 1955, a w 1960 został profesorem zwyczajnym. Zasiadał w naczelnych władzach Towarzystwa Wiedzy Powszechnej i Towarzystwa Przyjaźni Polsko-Radzieckiej. Na emeryturę odszedł w 1961 i dalej kontynuował działalność naukową, a także współpracował z przemysłem nawozów fosforowych.
Uchwałą Prezydium Rządu z dnia 29 lipca 1950 otrzymał Państwową Nagrodę Naukową III stopnia (zespołową) w dziedzinie nauk rolniczo-leśnych za opracowanie mapy gleb polskich w skali 1:1 000 000. 19 stycznia 1955 został odznaczony Medalem 10-lecia Polski Ludowej.
Zmarł 27 listopada 1967 w Warszawie, pochowany na cmentarzu Wojskowym na Powązkach (kwatera H III-5-17).